# Brian Epstein

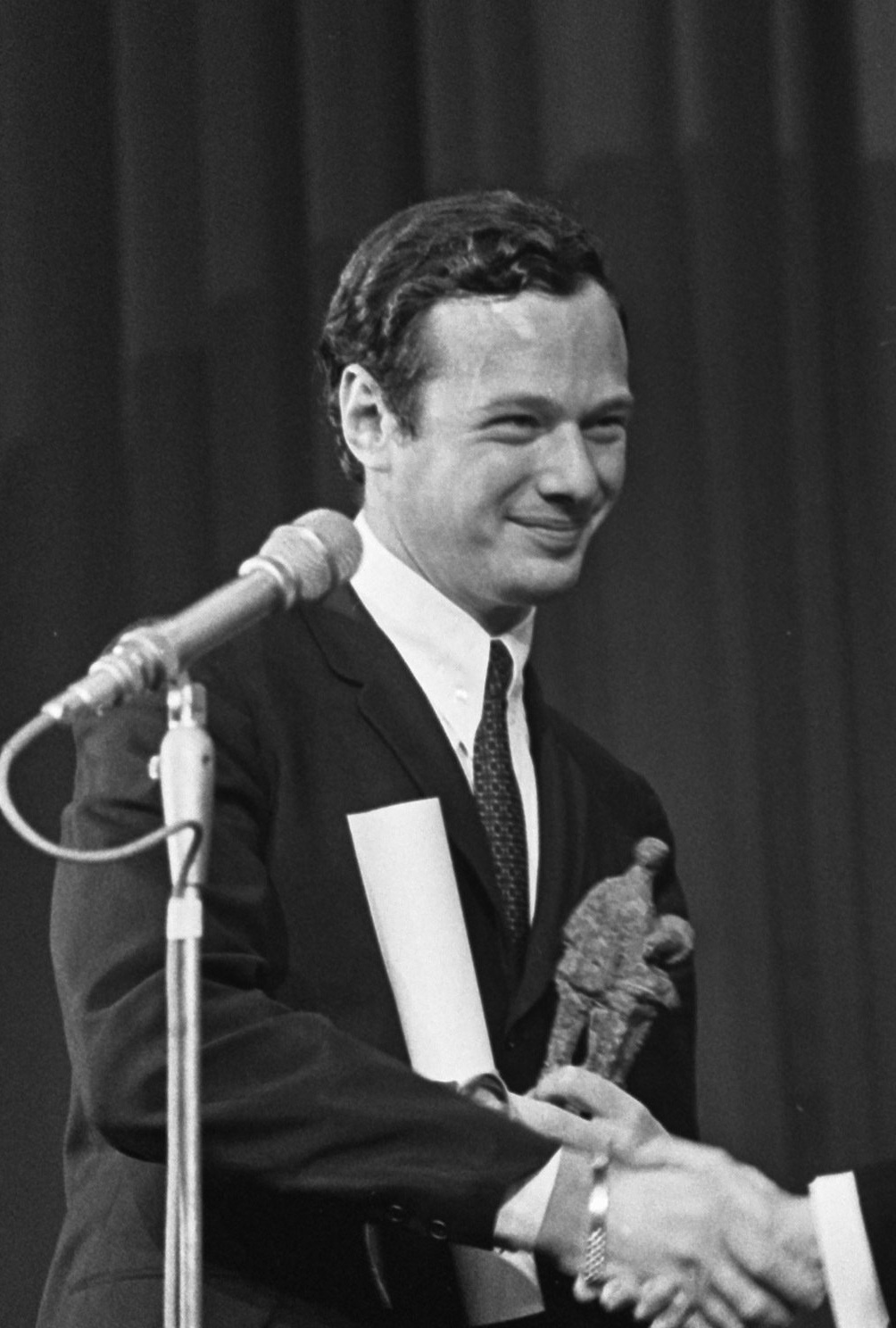
Brian Epstein 1965.

Brian Epstein, född 19 september 1934 i Liverpool, död 27 augusti 1967 i London, var en brittisk manager och skivhandlare. Han fungerade som manager för The Beatles från 1961 fram till sin död.

## Biografi

### Epsteins tidiga liv
Brian Epstein föddes 1934 som son till en andra generationens judisk möbelhandlare. Farfadern Isaac hade startat Epstein & Son, som företaget då hette. Familjen var ganska välbärgad och hade många kunder. Paul McCartneys far köpte exempelvis ett piano av Epsteins far. Epstein insåg tidigt att han var homosexuell, även om han periodvis försökte umgås sexuellt med kvinnor. Det hela blev snart känt för hans föräldrar och brodern Clive, vilka accepterade det. Epstein lyckades inte särskilt bra i skolan och tog inte examen. Han gjorde 1952–1953 värnplikt men fick frisedel av medicinska skäl då han redan vid denna tid hade känning av de depressioner som skulle bli en återkommande del av hans liv. 1956–1957 försökte han bli skådespelare efter att ha blivit antagen till RADA (Royal Academy of Dramatic Art) men misslyckades även där. Stukad bestämde han sig för att arbeta i faderns möbelförsäljning- och inredningsverksamhet. 1957 bötfälldes han efter att ha blivit arresterad av en förklädd polis vid vad han trodde var ett homosexuellt möte i London. Samma år misshandlades han av en man i Liverpool och utsattes för utpressning även om polisen denna gång såg till att arrestera utpressaren. Då familjeföretaget utökade sin verksamhet öppnade man även en skivbutik, NEMS. Epstein, som nu blev "Mr Brian" för sina kunder, gick med liv och lust in för verksamheten och lärde sig på kort tid mycket om popmusik. Medlemmarna i Beatles brukade, likt andra ungdomar, vara i affären så Epstein och gruppen kände varandra till utseendet redan en tid innan han blev gruppens manager.

### Möte med The Beatles
Epstein blev uppmärksam på The Beatles då kunder frågade efter den skiva gruppen gjort tillsammans med sångaren Tony Sheridan. Epstein kostade på sig att 9 november 1961 gå och se gruppen uppträda på stamstället The Cavern Club och i samband med detta började han uppenbarligen fundera på om han kunde bli manager för en popgrupp. Vid ett möte med gruppen 30 november 1961 gav han förslaget, vilket accepterades. Gruppens dåvarande manager, Allan Williams, skänkte närmast bort gruppen. Från och med slutet av 1961 försökte Epstein, med hjälp av en demo från gruppen, febrilt ordna skivkontrakt åt dem men fick nobben överallt. En av de mest kända motgångarna var när Decca tackade nej till gruppen 7 februari 1962 med motiveringen att gitarrgrupper snart skulle vara ute. Detta efter att The Beatles till och med hade spelat för bolagsfolket på själva nyårsdagen. Epstein hade våren 1962 betat av de flesta större skivbolag, inklusive EMI, men försökte en gång till med det sistnämnda skivbolagets underetikett Parlophone. Detta ledde till att George Martin (som varit på semester vid Epsteins första besök) accepterade The Beatles varefter saker och ting utvecklades ganska snabbt.

### "The Nemperors" nedgång och fall
Sedan The Beatles och Epstein lämnat Liverpool för London iklädde sig Epstein rollen av "The Nemperor" (som han ibland kallades med en anspelning på sin butik) och han levde så pass mycket popstjärneliv som man kunde göra utan att faktiskt vara popstjärna. Epstein umgicks gärna med aristokratin men var ibland ändå plågad av dåligt självförtroende såsom en homosexuell och judisk uppkomling ur medelklassen. Epstein spelade även en hel del och blev en tämligen välkänd figur i Londons finare värld, på restauranger och kasinon. Han utökade sin verksamhet och köpte en större andel i The Saville Theater, där såväl gamla som nya akter uppträdde. Epstein började röka marijuana samtidigt med The Beatles (som första gången blev bjudna av Bob Dylan, 28 augusti 1964) och drogs allt mer in i drognyttjandet. Han tappade ytterligare greppet efter att Beatles slutade spela live, en period då han plötsligt fick väldigt mycket tid över. Epstein hade 17 maj 1967 ett sammanbrott och skrevs in för rehabilitering men var ute efter ett par veckor varvid han fortsatte att i sitt hem hålla hov för stora sällskap som om inget hänt. 

### Död
En av de sista som hade närmare kontakt med Epstein något före dennes död var Simon Napier-Bell (låtskrivare och manager åt bland andra The Yardbirds), som Epstein gjorde ett misslyckat försök att förföra i sitt hem på Chapel Street i London. Den rastlöse Epstein höll sedan fest för ett sällskap på lantegendomen Kingsley Hill (i East Sussex) men återvände sent på fredagen 25 augusti med bil till London. Under lördagen 26 augusti lämnade han en rad märkliga meddelanden på Napier-Bells telefonsvarare, vilka tydligt visade att han var berusad eller drogad på ett eller annat vis. Under natten till 27 augusti avled han efter att avsiktligt eller oavsiktligt ha tagit en överdos av det lugnande medlet carbitral. The Beatles gick inte på begravningen i Liverpool, på grund av risken för uppståndelse, men deltog vid en minnesstund i en synagoga i London den 17 oktober 1967.

## Relationer med medlemmarna i The Beatles
Epstein var bland vänner känd för sin dragning till råa och våldsamma män, gärna från arbetarklassen. Hans homosexuella läggning tros av många ha spelat in då det gällde hans uppenbara fascination för The Beatles. Samtidigt var det dock han som såg till att göra Beatles mer salongsfähiga då han bytte deras läderjackor och något oborstade beteende mot den mer välklädda och välartade grupp som eftervärlden kommit att känna till. I april 1963 gjorde John Lennon och Epstein tillsammans en resa till Spanien som det spekulerats kring. En del tyder på att de båda hade någon form av sexuellt umgänge. Då Caverns DJ Bob Wooler på ett ofint sätt tog upp det hela med Lennon samma dag som Paul fyllde 21 år (18 juni 1963) fick han emellertid ett rejält kok stryk av Lennon. Epstein tystade ned vad som kunde blivit en präktig skandal precis i början av Beatles karriär.